# Melozzo da Forlì
Melozzo da Forlì, vlastním jménem Melozzo degli Ambrosi (1438, Forlì, Itálie – 8. listopadu 1494, Forlì, Itálie) byl italský raně renesanční malíř.
Melozza nepochybně ovlivnil Andrea Mantegna i Piero della Francesca, takže někteří ho pokládají za Pierova žáka, nejen pro podobnosti jejich děl, ale také proto, že oba působili nějaký čas v Urbinu. Zde Forlì pracoval na dvoře vévody Federiga da Montefeltra. Na jeho doporučení byl posléze přijat do služeb papeže Sixta IV., který ho pověřil namalováním fresky, která by připomínala jeho inauguraci (1477). Je označován za objevitele principu „sotto in sú“, specifické perspektivy dívající se na postavy jako by zespodu.

## Galerie

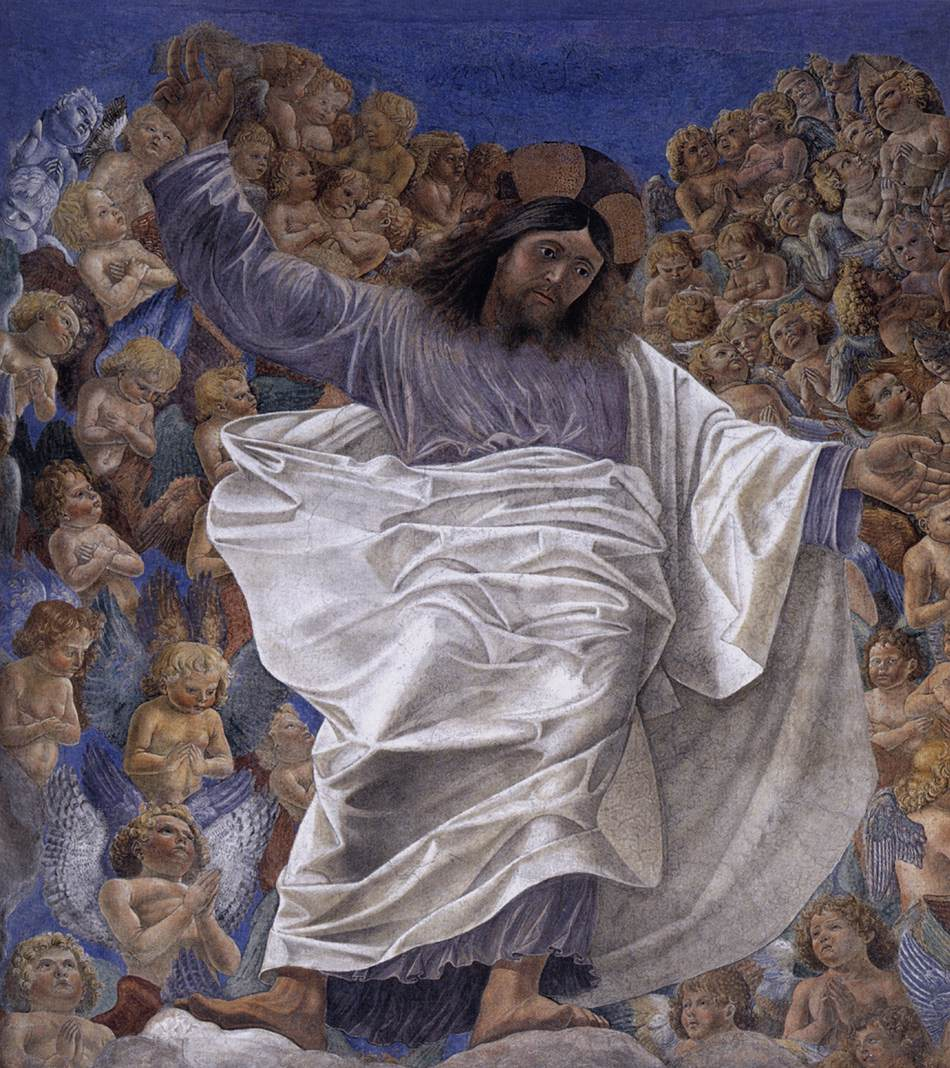
Nanebvstoupení Krista, 1481-143
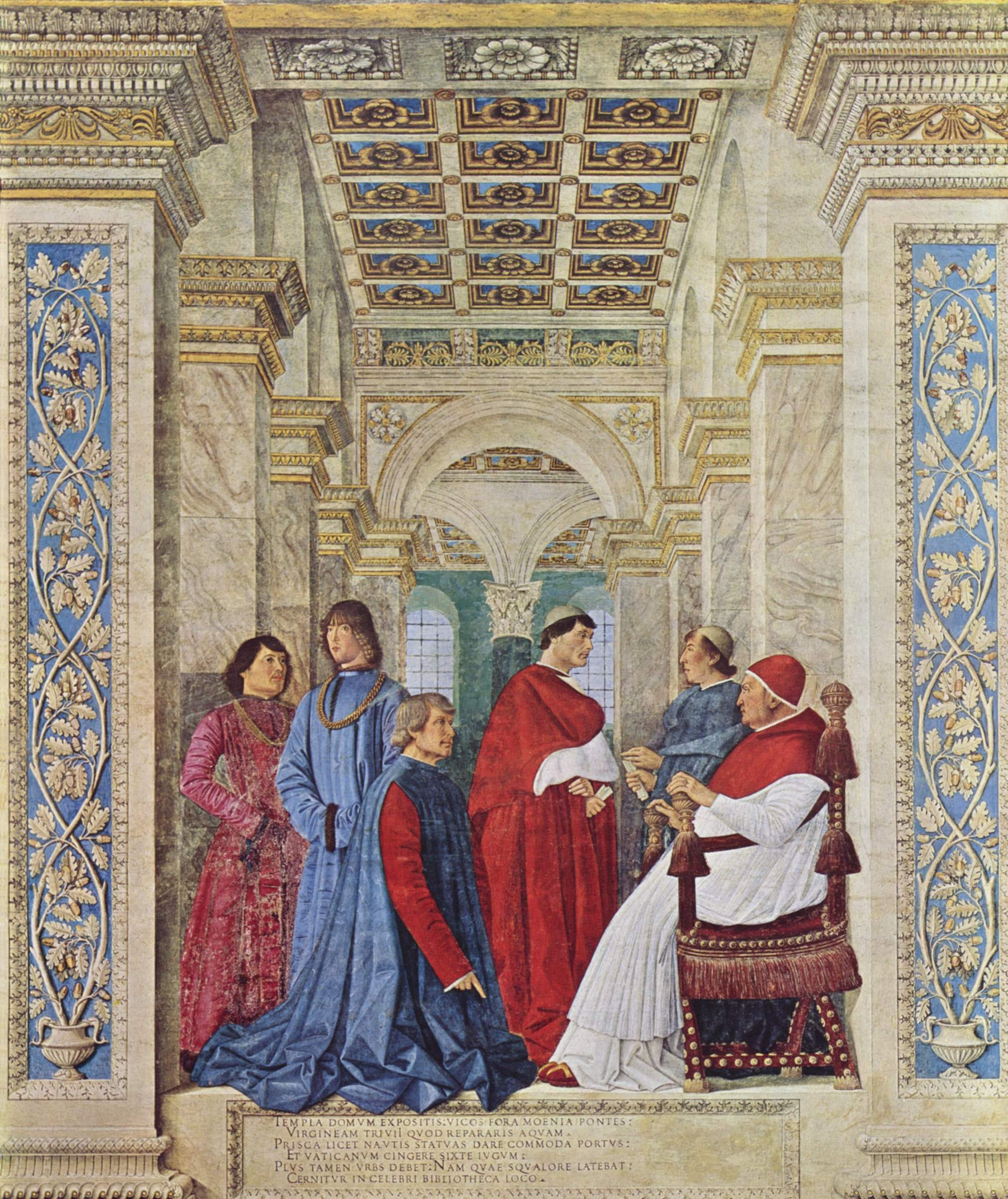
Sixtova inaugurace
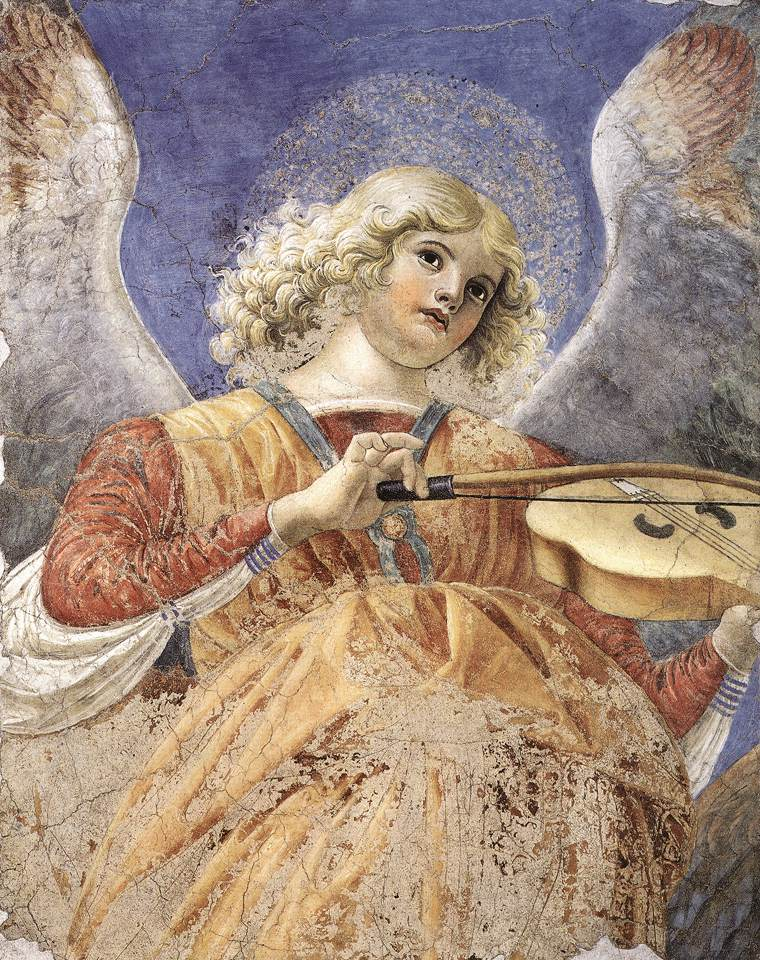
anděl na jedné z fresek
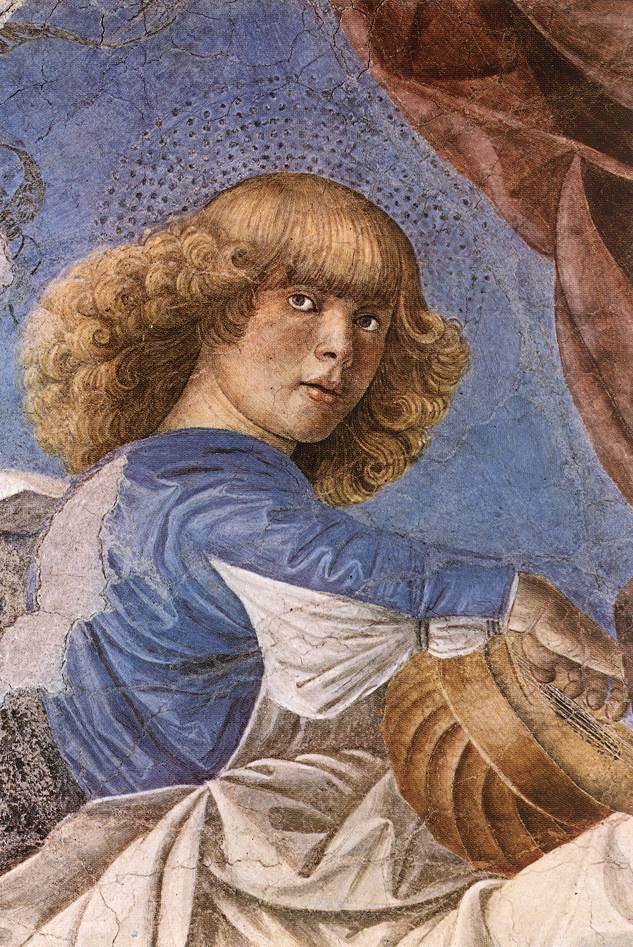
anděl na jedné z fresek